# Cristina Cavalinhos
Cristina Cavalinhos (21 de octubre de 1965) es una actriz, locutora de radio, dobladora y presentadora de televisión portuguesa nacida en Setúbal.

## Formación académica
- 1990 - Curso superior de Teatro por la Escola Superior de Teatro e Cinema (antiguo Conservatorio). Nota: frecuencia de dos años del curso de Canto del Conservatório de Música[3]

## Formación profesional
- 1992- Workshop de Gestos y Movimientos orientado por Luca Aprea, actor, escenógrafo y profesor de cuerpo en el Conservatorio
- 1992- Workshop orientado por Polina Klimowiskaia, Teatro da Cornucópia
- 1990- Atelier de formación vocal, orientado por Françoise Wallot, profesora de voz en el Conservatorio en Bruselas y discípula de Christine Linklater
- 1989- Atelier de formación "Brook Dirige" en Mérida, orientado por João Mota e integrado al XXXV Festival de Mérida
- 1984- Atelier de formación con "Teatro Del Canto" de Turín

## Experiencia profesional

### En el teatro
- 2002- Um D. Quixote, puesta en escena de António Pires en el Teatro Maria Matos
- 2001- Entrada de Palhaços de Hélène Parmelin, puesta en escena de António Pires en el Teatro Nacional S. João
- 2001- Albatroz de Mário Botequilha, puesta en escena de Francisco Salgado en Chapitô
- 2000- Não Sobre Rouxinóis de Tennessee Williams, puesta en escena de Alfredo Brissos
- 1998- O Voo das Borboletas de Luís Fonseca, puesta en escena de Álvaro Correia en el Teatro de la Comuna
- 1997- Medida por medida de Shakespeare, puesta en escena de João Mota en la Comuna
- 1996- O Mal da Juventude de Ferdinand Bruckner, puesta en escena de João Mota en el Teatro de la Comuna
- 1996- Lisboa dos Pregões de Cristina Gomes, puesta en escena de Adriano Luz para las "Festas de Lisboa"
- 1995- Aqui, de Michael Frayn, puesta en escena de Alfredo Brissos, Teatro de la Comuna
- 1993- O Pelicano, de Strindberg, puesta en escena de Gastão Cruz, Teatro de la Graça
- 1992- Vassa Geleznova, de Máximo Gorki, puesta en escena de Elisa Lisboa, Teatro de la Graça
- 1989- Salada, de Tristan Rémy, puesta en escena colectiva en Cornucópia
- 1989- Céu de Papel, puesta en escena de Luís Miguel Cintra
- 1988- Vida e Morte de Bamba, de Lope de Vega, puesta en escena de Luís Miguel Cintra
- 1984- Alves & Cia, de Fernando Gomes, TAS- Teatro de Animación de Setúbal

### Televisión
- 2019 - Amar Depois de Amar (como Miriam)
- 2019 - Valor da Vida (como Sofia)
- 2018 - 1986 (como Tia Emília)
- 2017 - Inspetor Max, TVI (como Professora Marília)
- 2017/2018 - A Herdeira, TVI (como Dra. Teresa)
- 2017 - Ministério do Tempo (como Irmã Flora)
- 2015 - Coração d'Ouro, SIC - "Olga"
- 2011 - A Família Mata, SIC (participación especial)
- 2011 - Velhos Amigos, RTP - (participación especial)
- 2009 - Ele é Ela, TVI
- 2008 - Liberdade 21, RTP - (participación especial)
- 2008 - Casos da Vida, TVI
- 2008 - T2 para 3, RTP
- 2007 - Deixa-me Amar, TVI
- 2006 e 2007 - Floribella, SIC - La actriz interpretó a una inolvidable ama de casa alemana, Helga Schneider, con la que se ganó al público infantil
- 2006 - Vingança, SIC (participación especial)
- 2006 - Aqui não há quem viva, SIC (participación especial)
- 2005 - Os Serranos, TVI (participación especial)
- 2005 - Mundo Meu, TVI (participación especial)
- 2004 - João Semana, RTP
- 2004 - Inspector Max, TVI (participación especial)
- 2004 - Morangos com Açúcar, TVI
- 2003 - Ana e os Sete, TVI (participación especial)
- 2003 - Saber Amar, TVI (participación especial)
- 2001/02 - Anjo Selvagem, TVI
- 2001 - Espírito da Lei, SIC
- 2000 - Ganância, SIC
- 2000 - Terra à Mostra, de Nicolau Breyner, RTP
- 1999 - Esquadra de Polícia, de Moita Flores, RTP
- 1999 - Jornalistas, SIC (participación especial)
- 1998 - Um Sarilho Chamado Marina, SIC (participación especial)
- 1998 - Terra Mãe, de Rui Vilhena, RTP (participación especial)
- 1997/98 - Bom Baião, SIC
- 1997 - Herman Enciclopédia, de Herman José, RTP
- 1997 - Starla e as jóias encantadas, SIC
- 1995 - Dr. Cobaia e Luvinha, RTP

### Cine
- 2019- Ladrões de Tuta e Meia, de Hugo Diogo (como Flora)
- 2018- Parque Mayer, de António-Pedro Vasconcelos (como Cidália)
- 2010- O Segredo de Miguel Zuzarte de Henrique Oliveira
- 2002- O Meu Sósia e Eu, de Tiago Guedes
- 2002- A Passagem da Noite, de Luís Filipe Rocha
- 2002- Só Por Acaso, de Rita Nunes
- 2000- Os Cavaleiros de Água Doce, de Tiago Guedes, SIC
- 2000- O Parque, de Marie Brand, SIC
- 1996- Pizórisco, de Francisco Falcão
- 1989- O Comboio da Canhoca, de Orlando Fortunato

### Publicidades
- 2002- Filme publicitario para Santal Light
- 2001- Filme publicitario para Brise
- 1998- Filme publicitario para Compal Light - En esta película, la actriz tuvo suficiente popularidad debido a la forma de humor que hace que el famoso dicho "Hum, olha a magra!..."
- 1996- Filme publicitario para Telecel

### Doblajes
Resumen de los trabajos más significativos
- Trabajos regulares para Disney Channel. Ej.: Kim Possible
- “Dragon Ball”, anime, voz de Bulma, Lunch, Dende, Chaoz, Baba, Pan, Marron, Bulla, Nº18
- “Sailor Moon”, anime, voz de Rita, Susana Melo e Artemisa (Artemis)
- "Barbie Fairytopia Mermaidia", voz de Azura
- "Barbie: A Princesa e a Aldeão", voz de Serafina
- Bakugan, voz de Alice, Skyress